# شهادة نيرة

نيرة الصباح تدلي بشهادتها

شهادة نيرة يعتقد انها كانت شهادة زور قدمت أمام تجمع الكونغرس لحقوق الإنسان في 10 أكتوبر 1990 من قبل فتاة تبلغ من العمر 15 عاما قدمت اسمها الأول فقط نيرة. نشرت الشهادة على نطاق واسع واستشهد بها عدة مرات من جانب أعضاء مجلس الشيوخ في الولايات المتحدة والرئيس جورج بوش الأب في الأساس المنطقي لدعم الكويت في حرب الخليج الثانية. في عام 1992 تم الكشف عن أن اسم نيرة الأخير هو «الصباح» وهي ابنة سعود الناصر الصباح سفير الكويت لدى الولايات المتحدة. علاوة على ذلك تم الكشف عن أن شهادتها نظمت كجزء من حملة العلاقات العامة مواطنون من أجل الكويت الحرة التي تديرها شركة العلاقات العامة الأمريكية هيل ونولتون للحكومة الكويتية. بعد ذلك، أصبحت شهادة الصباح تعتبر مثالا كلاسيكيا للدعاية الفظيعة الحديثة.
قالت نيرة في شهادتها العاطفية أنه بعد الغزو العراقي للكويت شاهدت جنود عراقيين يأخذون أطفالا من الحاضنات في مستشفى كويتي ويأخذون الحاضنات ويتركون الأطفال يموتون.
تم تأكيد القصة في البداية من قبل منظمة العفو الدولية وشهادات من الذين تم إجلاؤهم. بعد تحرير الكويت تم السماح للصحفيين بالعودة إلى البلاد. وجد تقرير هيئة الإذاعة الأمريكية أن «المرضى بمن فيهم الأطفال الخدج قد ماتوا عندما هرب العديد من الممرضين والأطباء الكويتيين» لكن من المؤكد أن القوات العراقية «لم تسرق حاضنات المستشفيات ولم تؤدي إلى وفاة مئات الأطفال الكويتيين». ردت منظمة العفو الدولية بإصدار تصويب واتهم المدير التنفيذي جون هيلي لاحقا إدارة بوش «بالتلاعب الانتهازي للحركة الدولية لحقوق الإنسان».

## الخلفية

### مزاعم الحاضنات
في أعقاب الغزو والاحتلال العراقي للكويت وردت تقارير عن عمليات نهب واسعة النطاق. في 2 سبتمبر 1990 في رسالة إلى الأمين العام للأمم المتحدة خافيير بيريز دي كويلار كتب ممثل الأمم المتحدة في الكويت محمد أبو الحسن:
أشار أبو الحسن في الرسالة أيضا إلى أن «سرقة جميع المعدات من المستشفيات الخاصة والعامة بما في ذلك أجهزة الأشعة السينية والماسحات الضوئية وقطع من معدات المختبرات». كما أعاد الأشخاص الذين تم إجلاؤهم إعادة النظر في مزاعم النهب ووصفوا «بنهب الجنود ومباني المكاتب والمدارس والمستشفيات لمكيفات الهواء والحواسيب والسبورات والمكاتب وحتى حاضنات الرضع ومعدات الإشعاع». دوجلاس هيرد وزير الخارجية البريطاني قال: «إنهم ينهبون ويدمرون بطريقة تشير إلى أنهم يتوقعون بأنهم لن يبقوا هناك لفترة طويلة».
نهب الحاضنات جذب انتباه وسائل الإعلام بسبب ادعاءات أن الأطفال الخدج يجري التخلص منهم أو قتلهم نتيجة لذلك. في 5 سبتمبر قال وزير الصحة الكويتي في المنفى عبد الوهاب الفوزان في مؤتمر صحفي عقده في الطائف بالمملكة العربية السعودية: «إن الجنود العراقيين استولوا على جميع مستشفيات البلاد ومؤسساتها الطبية بعد غزوها. الجنود طردوا المرضى ونهبوا بشكل منهجي المستشفيات من معدات التكنولوجيا الفائقة وسيارات الإسعاف والمخدرات والبلازما» مما أسفر عن وفاة 22 من الأطفال الخدج. وصفت صحيفة واشنطن بوست أصل قصة الأطفال الكويتيين على النحو التالي:
أشارت صحيفة واشنطن بوست أيضا إلى أنها لم تتمكن من التحقق من الاتهامات بأن العراق لم يسمح بالوصول إلى المنطقة ودفن الدبلوماسيين.
في 5 سبتمبر في رسالة أخرى إلى الأمين العام للأمم المتحدة أكد أبو الحسن مطالب فوزان بالكتابة:
لم تذكر الرسالة عدد الأطفال الذين ماتوا. تلقت الادعاءات الواردة في الرسالة تغطية إعلامية واسعة النطاق في الأيام التالية. في ذلك اليوم في مقابلة مع الرهائن المفرج عنهم في كل الأشياء النظر فيها ذكرت رهينة أن القوات العراقية: «ضربوا الأطفال بأعقاب البنادق وأخذوا الرضع من الحاضنات وأخذوا الحاضنات». قيل لهم «إن القوات العراقية أخذت الأطفال الخدج من الحاضنات في الكويت لسرقة المعدات».
في 9 سبتمبر أفيد بأن: «الجنود في عنبر للرضع الخدجين أوقفوا الأكسجين في الحاضنات وقاموا بتعبئة المعدات للشحن إلى العراق».
في 17 سبتمبر قال إدوارد غنيم جونيور السفير الأمريكي المكلف لدى الكويت للصحفيين إن مسؤولي الصحة الكويتيين أخبروه بأن 22 طفلا توفوا عندما سرقت القوات العراقية حاضناتهم. أفادت صحيفة لوس أنجلوس تايمز أن «اللاجئين أفادوا بأن القوات العراقية صادرت حاضنات للأطفال الخدج وأن الأطفال الرضع كانوا مكدسين على الأرض وتركوا للموت». كما ذكرت صحيفة سان خوسيه ميركوري نيوز نفس الادعاء في ذلك اليوم مضيفة أن الدبلوماسيين الغربيين يعتقدون أن «هذا هو الشيء الذي يدعوه البعض إلى الإبادة الجماعية وإذا أراد الناس تفسيره على هذا النحو فقد يكون السبب في تدخل عسكري».
في 25 سبتمبر أفادت صحيفة واشنطن بوست أن «مستشفيات مدينة الكويت تجرد من الحاضنات». كتب رئيس منظمة المواطنين من أجل الكويت الحرة إلى النائب غوس ياترون أنه «علمت مؤخرا أن الزعيم العراقي أمر بإيقاف عمل حاضنات مستشفى الأمومة [في الكويت] المستخدمة لعلاج الأطفال الخدج مما يسمح لهؤلاء الأطفال بالتعرض للموت».
في 29 سبتمبر جمع لقاء بين أمير دولة الكويت في المنفى جابر الأحمد الصباح والرئيس جورج بوش الأب حيث قال الأمير المنفي أن العراقيين «يدخلون المستشفيات ويأخذون أطفالا من الحاضنات والناس من أجهزة دعم الحياة لإرسال المعدات إلى العراق». في تصريحاته التي تلت المناقشة قال بوش إن «العدوان العراقي نهب بلدا يسوده السلام والأمن وسكانه يتعرضون للاعتداء والسجن والتخويف وحتى القتل» وأن «قادة العراق يحاولون القضاء على دولة ذات سيادة معترف بها دوليا وعضو في جامعة الدول العربية والأمم المتحدة من على وجه الخريطة».
في 28 سبتمبر قال وزير التخطيط الكويتي سليمان المطوع أن 12 طفلا توفوا نتيجة نهب الحاضنات.
في 30 سبتمبر أفادت وكالة الأنباء الأمريكية وورد وورد ريبورت أنها حصلت على برقيات حكومية أمريكية سرية استنادا إلى روايات شهود عيان كشفت عن "أعمال وحشية مروعة قام بها العراقيون ضد المواطنين الأبرياء في المستشفيات الكويتية". في اليوم السادس من الغزو العراقي دخل جنود عراقيون مستشفى العدان في الفحيحيل بحثا عن معدات المستشفى لسرقتها" وأنهم" فصلوا الأوكسجين عن الحاضنات التي تدعم 22 طفلا خدجا وأخرجوهم من الحاضنات" مما أسفر عن مقتل 22 طفلا.
في 9 أكتوبر في مؤتمر صحفي رئاسي قال بوش:

### الإعلان
في البداية كان معظم المعلنين يتجاهلون أزمة الشرق الأوسط في إعلاناتهم. لوحظ أن الشركات التي تبيع المعلومات مثل المنظمات الإخبارية كانت تقوم بإعلانات لتغطية تغطيتها للنزاع.

### مواطنون من أجل الكويت الحرة
مواطنون من أجل الكويت الحرة عبارة عن لجنة علاقات عامة أقامتها السفارة الكويتية ووصفتها صحيفة التايمز نيوز بأنها «لجنة مقرها واشنطن تتألف من الكويتيين والأمريكيين المعنيين». على الرغم من أن اللجنة احتلت مساحة مكتب السفارة فإنهم يعملون بشكل مستقل عن السفارة.

### هيل ونولتون
في عام 1990 بعد أن اتصل بهم أحد المغتربين الكويتيين في نيويورك قررت هيل ونولتون استلام حملة العلاقات العامة «مواطنون من أجل الكويت الحرة». كان الهدف من الحملة الوطنية هو رفع مستوى الوعي في الولايات المتحدة حول المخاطر التي يشكلها دكتاتور العراق صدام حسين على الكويت.
أجرت هيل ونولتون دراسة بقيمة مليون دولار لتحديد أفضل طريقة لكسب التأييد للعمل القوي. كان لدى هيل ونولتون مجموعة ويرثينغتون للتركيز لتحديد أفضل إستراتيجية من شأنها أن تؤثر على الرأي العام. وجدت الدراسة أن التركيز على الفظائع وخاصة قصة الحاضنات كان الأكثر فعالية.
يقدر أن هيل ونولتون منحوا ما يصل إلى 12 مليون دولار من قبل الكويتيين لحملة العلاقات العامة.

### مؤسسة الكونغرس لحقوق الإنسان
مؤسسة الكونغرس لحقوق الإنسان منظمة غير حكومية تحقق في انتهاكات حقوق الإنسان. كان يرأسها النائب الأمريكي الديمقراطي توم لانتوس والنائب الجمهوري جون بورتر واستأجروا حيزا في مقر هيل ونولتون في واشنطن بسعر مخفض قدره 3000 دولار أمريكي.

## الشهادة
في 10 أكتوبر 1990 كانت نيرة الأخيرة في الإدلاء بالشهادة. في شهادتها الشفوية التي استمرت أربع دقائق قالت:
على الرغم من أن نيرة لم تحدد عدد الأطفال الذين كانوا في الحاضنات في شهادتها الشفوية فإن في الشهادة المكتوبة التي وزعها هيل ونولتون قرأت: «بينما كنت هناك رأيت الجنود العراقيين يدخلون المستشفى بالبنادق حيث دخلوا غرفة كان فيها 15 طفلا في الحاضنات». لم تدلى الشهادة تحت القسم.
قال جون بورتر الرئيس المشارك للتكتل إنه لم يسمع في هذه السنوات الثمانية من الخدمة في هذه المجموعة بمثل هذه «الوحشية واللاإنسانية والسادية». وصفت شهادة نيرة بأنها الأكثر دراماتيكية.

### هيل ونولتون
من غير الواضح كم مرة تم تدريب نيرة على الإدلاء بشهادتها. على الرغم من أن الشركة كان من المفترض أن تقدم المساعدة الأسلوبية فقط فقد أفيد بأن هيل ونولتون «قدمت شهودا وكتبوا شهادات ودربوا الشهود على الإدلاء».

## التأثير
تم نشر شهادة نيرة على نطاق واسع. قامت هيل ونولتون بتصوير جلسة الاستماع وإرسال بيان صحفي بالفيديو إلى مديالينك وهي شركة تخدم حوالي 700 محطة تلفزيونية في الولايات المتحدة.
في تلك الليلة تم بث أجزاء من الشهادة في برنامج نايت لاين على قناة هيئة الإذاعة الأمريكية وفي الأخبار المسائية على قناة هيئة الإذاعة الوطنية وتم تقدير عدد المشاهدين للشهادة ما بين 35 و 53 مليون أمريكي. أشار سبعة من أعضاء مجلس الشيوخ إلى شهادة نيرة في خطاباتهم التي دعمت استخدام القوة وكرر الرئيس جورج بوش الأب القصة عشر مرات على الأقل في الأسابيع التالية. ساعدت روايتها للفظائع في إثارة الرأي الأمريكي لصالح المشاركة في حرب الخليج الثانية.

## الاستجابة الأولية
في 13 يناير 1991 ذكرت صحيفة صنداي تايمز أن الدكتور علي الحويل شهد 92 قتيلا.
نفى العراق هذه المزاعم. في 16 أكتوبر قال وزير الإعلام العراقي لطيف نصيف الجاسم لوكالة الأنباء العراقية: «الآن أنت [بوش] تستخدم ما قاله لك الشيخ جابر لجعل الكونغرس يصدق على الميزانية التي هي باللون الأحمر بسبب سياساتك» مضيفا: «إنكم بصفتكم رئيساً لقوة عظمى يجب أن تزن الكلمات بدقة ولا تعمل كمهرج يكرر ما يقال له».
في زيارة قام بها مسؤولون في وزارة الإعلام العراقية إلى الكويت في 21 أكتوبر 1990 نفى أطباء في منشأة كويتية للأمومة ادعاءات الحاضنة. قال رئيس قسم الصحة الكويتي في العراق عبد الرحمن محمد العجيلي في بغداد أن: «بغداد أرسلت ألف طبيب والعديد ممن يمتهنون مهن في مجال الطب للمساعدة في إدارة 14 مستشفى ومركزا صحيا في الكويت بعد الغزو».

## الوحي
في 15 مارس 1991 بعد وقت قصير من تحرير الكويت قال جون مارتن مراسل قناة هيئة الإذاعة الأمريكية إن: «المرضى بمن فيهم الأطفال الخدج قد ماتوا عندما توقف العديد من الممرضات والأطباء في الكويت عن العمل أو فروا من البلاد» واكتشفوا أن القوات العراقية «من المؤكد أنهم لم يسرقوا حاضنات المستشفيات ولم يتركوا مئات من الأطفال الكويتيين للموت».
في 6 يناير 1992 نشرت صحيفة نيويورك تايمز مقالا مكتوبا من جون ماك آرثر بعنوان «تتذكر نيرة، شاهدة الكويت؟» حيث اكتشف ماك آرثر أن نيرة كانت ابنة السفير الكويتي لدى الولايات المتحدة سعود ناصر الصباح. أشار ماك آرثر إلى أن «قصة الحاضنة شوهت بشكل خطير النقاش الأمريكي حول ما إذا كانت ستدعم العمل العسكري» وتساءل عما إذا كان «يجب إجراء تحقيق في الكونغرس عن العلاقات الخاصة بين النائبان لانتوس وبورتر وهيل ونولتون لمعرفة ما إذا كانت لهما مصالحة مشتركة أو ما هو أسوأ من ذلك إذا كانوا يعرفون شخصية نيرة حقا في أكتوبر 1990». حصلت قصة مكارثر على جائرة الصحافة الشهرية من صحيفة واشنطن الشهرية في أبريل 1992 وجائزة منكن في عام 1993.

## استجابة لاحقة

### هيل ونولتون
في 15 يناير 1992 رد الرئيس التنفيذي لشركة هيل ونولتون توماس إيدسون على المخاوف التي أثارها ماك آرثر في رسالة إلى المحرر لصحيفة نيويورك تايمز. ذكر إيدسون أنه «في أي وقت من الأوقات لم تتعاون الشركة مع أي شخص للإدلاء بأي شهادة خادعة عن علم» مؤكدا أن الشركة «ليس لديها أي سبب للتشكيك في صحتها عندما أدلت بشهادتها بعد هروبها من الكويت». أوضحت الرسالة أن اتهام نيرة للجنود العراقيين بإزالة الأطفال حديثي الولادة من الحاضنات كان مدعوما من قبل الدكتور إبراهيم بهبهاني رئيس الهلال الأحمر أمام مجلس الأمن الدولي وأنه لم يسمح لوسائل الإعلام بالعودة إلى داخل الكويت «حتى بعد التحرير لم تكن هناك طريقة للتحقق على الفور عن قصص اللاجئين». خلص إيدسون إلى أن«مصداقية نيرة يجب ألا تكون موضع تساؤل أكثر مما لو كانت طبيبة أو معلمة» وأن عمل الشركة مع الكويتيين يتفق مع معايير الشركة التي تنص على أن «المصلحة العامة تعلو إلى حد ما».
في أغسطس 1992 حل هوارد باستر مكان روبرت ك. غراي كمدير عام لمكتب واشنطن من أجل تنظيف صورة الشركة.
ادعى النقاد أن هيل ونولتون قاموا بحركة شعبية وهمية وهي مواطنون من أجل الكويت الحرة واستخدموا فيما بعد أدلة مشكوك فيها ومشبوهة للتأثير على الرأي العام والسياسة العامة في الولايات المتحدة والأمم المتحدة.
أثارت إجراءات هيل ونولتون التي اتخذت باسم المواطنين من أجل الكويت الحرة جنبا إلى جنب مع عملائها الرئيسيين الآخرين بما في ذلك بنك الائتمان والتجارة الدولية وكنيسة السيانتولوجيا وحملة مكافحة الإجهاض التي قام بها الأساقفة الكاثوليك مخاوف أخلاقية بين المهنيين في مجال العلاقات العامة. كانت المخاوف وإن لم تكن جديدة أكثر نشاطا من الشواغل السابقة بسبب بروز القضايا.

### توم لانتوس
في مقابلة ذكر لانتوس أنه قد أخفى هوية نيرة بناء على طلب من والدها من أجل حماية أسرتها وأصدقائها. رفض لانتوس أي ادعاءات بوقوع مخالفات تدعي أن «وسائل الإعلام قد ركزت عليها وإذا لم تكن قد أدلت بشهادتها فإنها كانت ستركز على شيء آخر». قال لانتوس أيضا:
في رسالة إلى المحرر لصحيفة نيويورك تايمز في 27 يناير 1992 بعنوان "إعطاء الكويتيين حسابا مستمرا للفظائع" رد توم لانتوس على إدعاءات ماك آرثر وكتب أن "مقالة السيد ماك آرثر المخادعة لا تخدم سوى الساخرين الذين يسعون إلى إعادة كتابة تاريخ حرب الخليج العربي" مشيرا إلى أن "الغموض الشرير الذي قدمه المقال يشير إلى أن الفتاة لم تكن حتى في الكويت وقت الغزو العراقي وأن الحادث البشع كله كان مؤامرة شيطانية من قبل شركة علاقات عامة أمريكية". كتب لانتوس أن "حقيقة أن نيرة كانت ابنة سفير الكويت جعلتها شاهدة أكثر مصداقية" وأن "علاقتها بالسفير والحكومة عززت مصداقيتها". أشار أيضا إلى أن "كان هذا الحساب متسقا مع المعلومات التي تلقيناها من شهود آخرين مع مئات القصص الوحشية الأخرى من الكويت التي تحملها وسائط الإعلام في جميع أنحاء العالم وتمشيا مع تقارير منظمات حقوق الإنسان المستقلة مثل منظمة العفو الدولية التي أدلت بشهادتها أيضا في جلسة الاستماع. خلص لانتوس إلى أنه "نظرا لحالات لا تحصى من انتهاكات حقوق الإنسان العراقية التي تم التحقق منها" كان "لا لزوم لها ونتائج عكسية لفظائع الابتكارات".
رفض لانتوس أيضا ادعاءات وجود علاقة خاصة بين التجمع وشركة هيل ونولتون تنص على أن «أنشطة التجمع تعقد بغض النظر عما إذا كانت هذه البلدان ممثلة من قبل أي شركة محاماة أو شركة علاقات عامة».
في رسالة لاحقة إلى صحيفة نيويورك تايمز أشار ماك آرثر إلى أن الشهادة قد تم سحبها.

### السفير صباح
قال السفير إن ابنته شهدت الفظائع التي وصفتها وأن وجودها في الكويت يمكن التحقق منه من قبل سفارة الولايات المتحدة في الكويت. قال أيضا: «إذا كنت أرغب في الكذب أو إذا أردنا الكذب أو إذا أردنا المبالغة فلن أستخدم ابنتي للقيام بذلك ويمكنني بسهولة شراء أشخاص آخرين للقيام بذلك».

## التحقيقات

### هيومن رايتس ووتش
في عام 1992 نشرت منظمة رصد الشرق الأوسط وهي فرع من هيومن رايتس ووتش نتائج تحقيقهم في قصة الحاضنة. قال مديرها أندرو ويتلي للصحافة «في حين أنه من الصحيح أن العراقيين استهدفوا المستشفيات وليس هناك حقيقة للتهمة التي كانت محورية لجهود الدعاية للحرب بسرقة الحاضنات وإزالة الأطفال وموتهم. صنعت قصص من جراثيم الحقيقة من قبل ناس من خارج البلاد الذين كان ينبغي أن يكونوا على علم أفضل». أجرى أحد المحققين عزيز أبو حمد مقابلات مع أطباء في المستشفى حيث ادعت نائلة أنها شاهدت جنود عراقيين يسحبون 15 طفلا من الحاضنات ويتركونهم يموتون. ذكرت صحيفة ذي إندبندنت أن «الأطباء قالوا له أن وحدة الولادة كانت تحتوي على من 25 إلى 30 حاضنة ولم يكن العراقيون قد أخذوا من قبلهم ولم يتم اصطحاب أي طفل منهم».

### منظمة العفو الدولية
دعمت منظمة العفو الدولية في البداية القصة ولكنها أصدرت فيما بعد تراجعا. خلصت إلى أنها «لم تجد دليلا موثوقا على أن القوات العراقية قد تسببت في وفاة الأطفال عن طريق إزالتهم أو الأمر بإخراجهم من الحاضنات».

### تقرير كرول
لا يناقش المسؤولون الكويتيون هذه المسألة مع الصحافة. من أجل الرد على هذه الاتهامات استعانت الحكومة الكويتية بشركة كرول إينك لإجراء تحقيق مستقل في قصة الحاضنة. استغرق تحقيق كرول تسعة أسابيع وأجرت أكثر من 250 مقابلة. كشفت المقابلات التي أجرتها مع نيرة أن شهادتها الأصلية كانت مشوهة إلى حد بعيد في أحسن الأحوال حيث قالت كرول إنها لم تر سوى طفلا واحدا خارج الحاضنة «ليس أكثر من لحظة». كما قالت لكرول إنها لم تكن أبدا متطوعة في المستشفى وكانت في الواقع «توقفت فقط لبضع دقائق».
يصف توم روس الناطق باسم هيل ونولتون التقرير بأنه «إثبات من هيل ونولتون» وأنه «يثبت بشكل قاطع أن هناك فظائع الحاضنة وأن نيرة كانت شاهدة عليها».

### التلفزيون
أظهر البرنامجين التلفزيونين الأمريكيين 20/20 و60 دقيقة كل من أجزاء التحقيق على الشهادة.

## الانتقاد
وصف النقاد الحملة بأنها فاسدة ومضللة وغير أخلاقية واتهموا بأنها استخدمت لنشر حكايات كاذبة أو مبالغ فيها في الفظائع العراقية.
انتقد لانتوس بسبب حجبه للمعلومات.
اعتبرت الشهادة مزورة من قبل صحف شيكاجو تريبيون وهافينغتون بوست والعديد من المنشورات الأخرى.

## ما بعد
بعد انتهاء الحرب ذكرت رويترز أن العراق أعاد «98 شاحنة محملة بالمعدات الطبية المسروقة من الكويت بما في ذلك حاضنتي أطفال». قال عبد الرحيم الزيد مساعد وكيل وزارة الصحة العامة الكويتية إن إعادة الحاضنات من قبل العراقيين قد قدم دون قصد دليلا على أخذهم لها. قال عبد الرضا عباس كبير ضباط الإسعاف في الكويت «نعتقد أن العراقيين ربما أعادوا الحاضنات عن طريق الخطأ».
بعد الكشف عن هوية نيرة كان هناك غضب علني بأن المعلومات تم حجبها.

## تعليق عالمي
كان محتوى عرض نيرة وعرضه وتوزيعه وفاعليته والغرض منه موضوع دراسات متعددة للعلاقات العامة.
في كتابه «المناورة الاستراتيجية في الخطاب التحريزي» قال فرانس هندريك فان إيميرن إن «الرسائل المرئية التي تصاحب الحجج الشفهية يمكن أن تكون جذرية بحيث تصبح الحجج المنطقية شبه مستحيلة» واصفا قصة نيرة بأنها توسل بالشفقة. في المقال الصحفي قضايا هيل ونولتون: نبذة عن الجدل من قبل سوزان أ. روزشوالب فقد أشارت المؤلفة إلى أن شركة هيل ونولتون كانت شركة بريطانية «ما تأثير المخاوف البريطانية - مثل الانهيار المحتمل لمؤسساتها المالية إذا انهار الدينار الكويتي - على جهود هيل ونولتون؟» قال تيد روزي في مقالته كويت غيت - قتل الأطفال الكويتيين من قبل جنود عراقيين مبالغ فيه في مجلة واشنطن الشهرية أن «معظم الصحفيين على ما يبدو قد أحرقوا من خلال العمل اليدوي لهيل ونولتون في نشر قصة نيرة الأصلية دون التحقق من ذلك مفضلين أن يتركوا القصة تتلاشى وتسقط بشكل سلبي مرة أخرى لصالح دهاء شركة العلاقات العامة». جون ر. ماك آرثر الذي كتب الجبهة الثانية: الرقابة والدعاية في حرب الخليج الثانية لاحظ أنه «في ذلك الوقت كانت هذه الحملة الأكثر تطورا وتكلفة في العلاقات العامة من قبل حكومة أجنبية».